# Петер Їлемницький
Пе́тер Їлемницький (словац. Peter Jilemnický; *18 березня 1901, місто Кішперк, тепер Летоград — †19 травня 1949, Москва) — словацький письменник комуністичного спрямування. Більшість творів написав в політичній еміграції в СРСР.

## Біографічні відомості

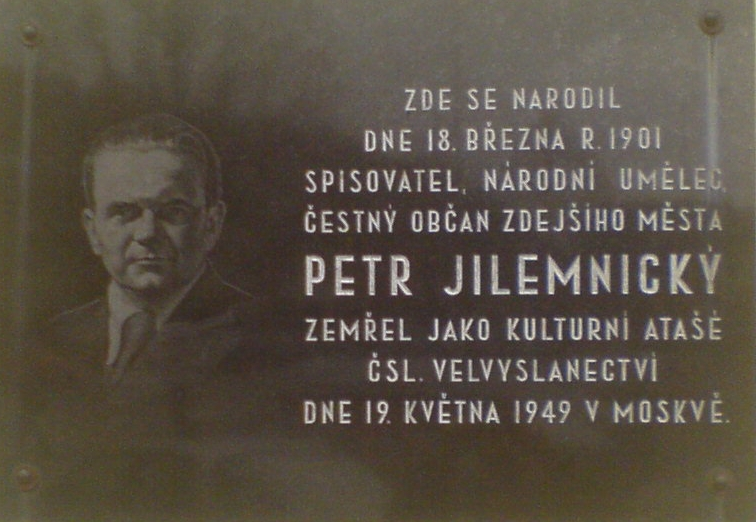
Меморіальна дошка письменникові

Член Комуністичної партії Чехословаччини від 1921 року. Активно долучився до підривної діяльності на території країни, що призвело його до еміграції до Радянського Союзу.
У 1927–1928 роках навчався у Московському інституті журналістики. 1934 року брав участь у першому Всесоюзному з'їзді радянських письменників. Виконував ідеологічні замовлення Москви на пропаганду комунізації країн Кавказу (роман «Лункий крок»).
Під час Другої Світової війни — диверсант на території Словаччини, учасник так званого Руху Опору сталінської орієнтації. 1942–1945 ув'язнений.
Після комуністичного перевороту у Празі (1948), призначений культурним аташе чехословацького посольства в Москві. Помер у Москві. Поховано у Святи Юрі (Словаччина).

## Творчість
Автор романів:
- «Звитяжне падіння» (1926),
- «Лункий крок» (1930) — про соціалістичні перетворення в СРСР, зокрема на Північному Кавказі.
- «Незорана нива» (1932),
- «Грудка цукру» (1934),
- «Компас у нас усередині» (1937),
- «Хроніка» (1947) — про антиурядовий заколот 1944 року на території Словаччини.

## Українські переклади
- Незорана нива. — Ужгород, 1955.
- Хроніка. — К., 1981.
- Протяг // Чотирилисник на шастя: Сучасне словацьке оповідання. — К., 1984.
- Далеко від нас у горах // Зелен май. — К., 1985.

Твори Їлемніцького українською мовою перекладали Н. Сойко, М. Климпотюк, Д. Андрухів, В. Ковач, С. Доломан.

## Російські переклади
- Кусок сахару. — Москва, 1950.
- Поле невспаханное. — Москва, 1955.
- Избранное. — Москва, 1972.
- Хроника. — Москва, 1976.
- Избранное. — Москва, 1986.